# ТЕС Сувайдія (SPC)
ТЕС Сувайдія (SPC) – теплова електростанція на північному сході Сирії, за сім десятків кілометрів на схід від Ель-Камишли.
В 1973 році ввели в дію газопереробний завод Сувайдія, який працює з супутнім газом однойменного гігантського нафтового родовища. Одночасно із запуском ГПЗ у 1973-му ввели в експлуатацію три встановлені для роботи у відкритому циклі газові турбіни – дві потужністю по 18,9 МВт та одну з показником 19,5 МВт. В 1985-му ГПЗ пройшов модернізацію, а електростанцію доповнили ще трьома газовими турбінами потужністю по 19,5 МВт.
Окрім товарного газу з ГПЗ станція споживає певні обсяги ресурсу, видобутого з газових покладів Сувайдії, які не потребують попередньої підготовки.
Власником станції є нафтова Syrian Petroleum Company, при цьому біч-о-біч працює ТЕС Сувайдія, що належить електроенергетичній компанії PEEGT та постачає електроенергію для потреб споживачі провінції Хасеке.